# Sóc Trăng
Sóc Trăng (en jemer: ស្រុកឃ្លាំង, Srok Khleang, literalmente, «Tierra de depositarios») es una ciudad de Vietnam. Es la capital de la provincia de Sóc Trăng. Fue elevada de villa a ciudad tras el decreto 22/2007/ND-CP del 8 de febrero de 2007.

## Historia
Durante el período colonial francés, el 20 de diciembre de 1899, el Gobernador General de Indochina emitió un decreto convirtiendo las "regiones administrativas" en provincias, y el 1 de enero de 1900, la región administrativa de Sóc Trăng se convirtió en la provincia de Sóc Trăng, con su capital provincial ubicada en la aldea de Khanh Hung.
Durante la era del Estado de Vietnam y la República de Vietnam, el nombre de la provincia de Sóc Trăng y su capital se mantuvieron inalterados. Después de 1956, las aldeas fueron renombradas como comunidades. En febrero de 1950, se fundó la ciudad de Sóc Trăng. Sus límites se ajustaron en 1953 y 1961. En 1956, el gobierno de la República de Vietnam fusionó Sóc Trăng y Bạc Liêu para formar la provincia de Ba Xuyên, con capital en Khanh Hung . Sin embargo, el gobierno revolucionario continuó utilizando el nombre de Sóc Trăng.
Después de 1975, el gobierno revolucionario tomó el poder y en 1976, Sóc Trăng, Cần Thơ y la ciudad de Cần Thơ se fusionaron para formar la provincia de Hậu Giang, y la ciudad de Soc Trang pasó a ser parte de la provincia de Hậu Giang.
El 26 de diciembre de 1991, la provincia de Hậu Giang se dividió en las provincias de Cần Thơ y Sóc Trăng, y la ciudad de Sóc Trăng se convirtió en la capital provincial. En 1995, la ciudad de Sóc Trăng amplió sus límites y estableció distritos adicionales. En 2007, la ciudad de Sóc Trăng se elevó a la categoría de ciudad de Sóc Trăng. Para 2022, la ciudad de Sóc Trăng fue reconocida como área urbana de clase II.

## Etimología
Sóc Trăng era conocido como Ba Xuyên durante la administración de Minh Mạng.
Durante la dinastía Nguyễn del emperador Minh Mạng, se le dio el nombre chino-vietnamita Nguyệt Giang (月江), un calco de "Sông Trăng" («río de la Luna»).
El nombre Sóc Trăng proviene del nombre jemer de la zona, Srok Khleang (ស្រុកឃ្លាំង), que significa «tierra de depósitos» o «lugar para almacenar plata». La transliteración vietnamita dio lugar a Sốc Kha Lang y posteriormente a Sóc Trăng.

## Divisiones administrativas
La ciudad de Sóc Trăng está dividida en 10 divisiones administrativas numeradas del 1 al 10. La ciudad limita con el distrito de Long Phú al este y al norte, el distrito de Mỹ Tú al oeste y al norte, el distrito de Châu Thành al oeste y el distrito de Mỹ Xuyên al sur.

## Población
Además de la mayoría de la etnia kinh, también hay chinos étnicos y una minoría significativa de jemeres krom en la ciudad.

## Cultura
De las 200 pagodas de la provincia de Sóc Trăng, 50 se encuentran en la ciudad de Sóc Trăng. Algunas de las más famosas son la pagoda Khmer Bat, la pagoda de Chùa Đất Sét y la pagoda Chùa Phật nằm.

## Transporte
La autopista 1 conecta la ciudad con Cà Mau, al sur, Cần Thơ, Ciudad Ho Chi Minh y otras ciudades más al norte. Hay autobuses regulares entre estas ciudades. El Aeropuerto Internacional de Can Tho, ubicado en Can Tho, a unos 60 km del centro de la ciudad, ofrece vuelos.